# Johannes Reijers

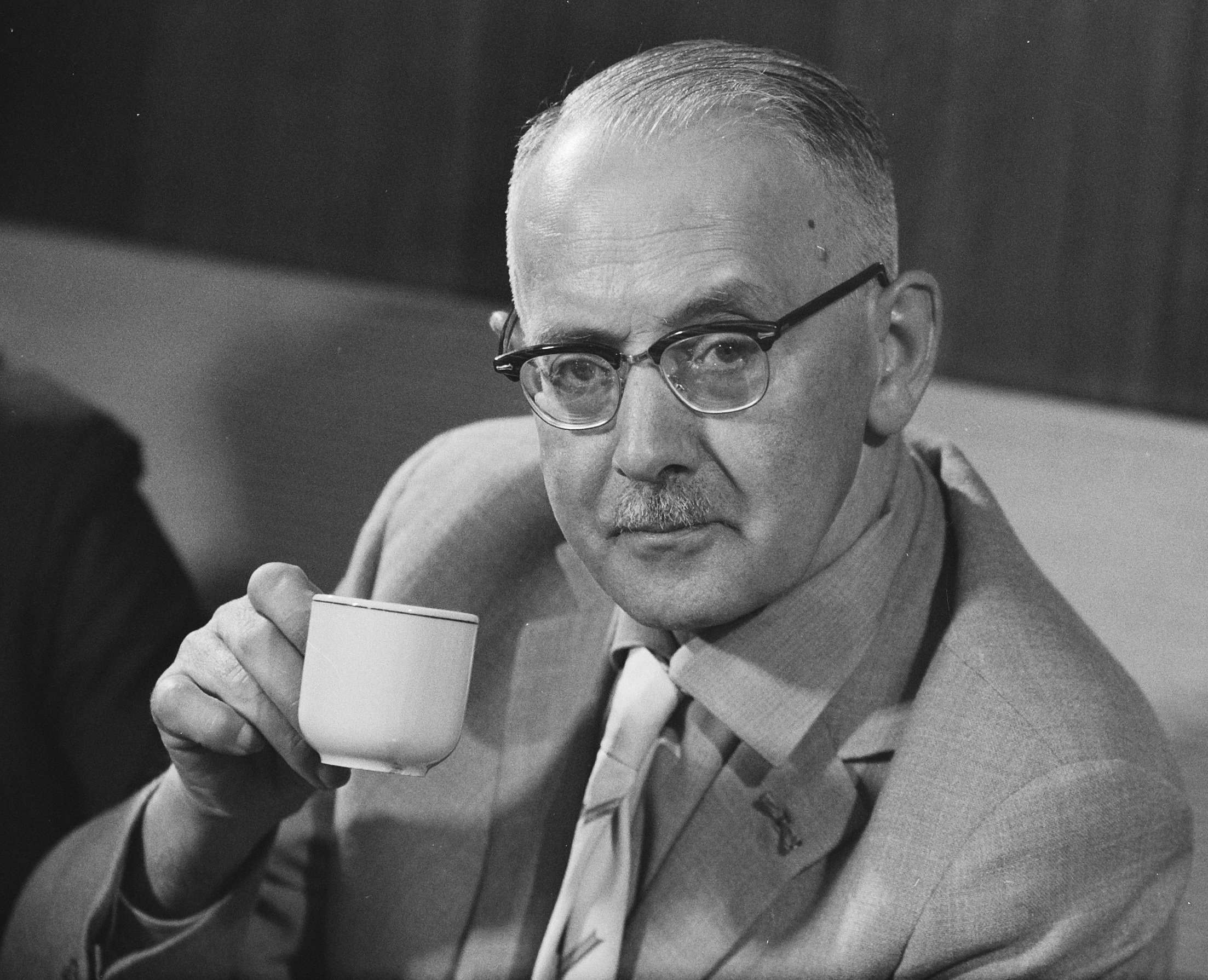
J. Reijers (1961)

Johannes Reijers (Werkendam, 21 maart 1887 – Lopik, 5 juni 1977) was een Nederlands politicus van de CHU.
Hij werd geboren als zoon van Johannes Reijers (1849-1887) en Klazina 't Hart (1852-1888). Zijn vader overleed enkele maanden na zijn geboorte en zijn moeder overleed een jaar daarna waarna hij opgroeide in een tuindersgezin. Na de lagere school was hij werkzaam in de tuinbouw. Hij begon met succes een zaadhandel in Zwijndrecht waarvan hij de directeur/eigenaar werd. In 1927 kwam hij daar in de gemeenteraad en hij werd er ook wethouder. Daarnaast was Reijers vanaf 1932 lid van de Provinciale Staten van Zuid-Holland. Hij werd in 1935 benoemd tot burgemeester van de Utrechtse gemeenten Kamerik en Zegveld. In 1944 was hij anderhalve maand in Utrecht geïnterneerd en de laatste maanden van de bezettingsperiode was D.J. Munnik burgemeester van Kamerik en Zegveld. Reijers keerde na de bevrijding keerde terug als burgemeester en daarnaast was hij vanaf 1946 Eerste Kamerlid. Hij ging in 1952 met pensioen maar zou tot 1963 aanblijven als lid van de Eerste Kamer. Reijers verhuisde in dat laatste jaar naar Lopik waar hij in 1977 op 90-jarige leeftijd overleed.
In Kamerik is naar hem de 'Burgemeester Reijerslaan' vernoemd.